# Nuisement-sur-Coole

Nuisement-sur-Coole este o comună în departamentul Marne, Franța. În 2009 avea o populație de 324 de locuitori.